# Стецковщина
Сте́цковщина (бел. Стэцкаўшчына) — деревня в составе Фанипольского сельсовета Дзержинского района Минской области Беларуси. Деревня расположена в 24 километрах от Дзержинска, 24 километрах от Минска и 10 километрах от железнодорожной станции Фаниполь.